# Turbanella corderoi
Turbanella corderoi is een buikharige uit de familie Turbanellidae. Het dier komt uit het geslacht Turbanella. Turbanella corderoi werd in 1960 voor het eerst wetenschappelijk beschreven door Dioni. 